# Marko Marinović
Marko Marinović (15 de marzo de 1983 en Cacak) es un exjugador y actual entrenador de baloncesto serbio de 1,83 metros de altura, que jugaba en la posición de base. Actualmente dirige al KK Borac Čačak de la Košarkaška liga Srbije.

## Biografía

### Selección nacional
Marinovic ha internacional con la Selección nacional de baloncesto de Serbia-Montenegro, con la que disputó el Campeonato mundial de baloncesto de 2006 promediando 5,3 puntos, 0,3 rebotes y 0,8 asistencias por partido.

## Clubes
- KK Borac Čačak -  Serbia - KLS: 2000/04
- Relfex Belgrado -  Serbia - KLS: 2004/06
- Akasvayu Girona -  España - Liga ACB:  2006/07
- Vive Menorca -  España - Liga ACB: 2007/08
- Estrella Roja -  Serbia - KLS: 2008/09
- Valencia Basket Club -  España - Liga ACB: 2009/10
- Alba de Berlín -  Alemania - BBL: 2010/2011
- Krasnye Krylya Samara -  Rusia - Professionalʼnaya basketbolʼnaya liga: 2011
- Enisey Krasnoyarsk -  Rusia - Professionalʼnaya basketbolʼnaya liga: 2011 - 2012
- BC Levski Sofia -  Bulgaria - NBL : 2012 - 2013.
- KK Radnički Kragujevac -  Serbia - Košarkaška liga Srbije : 2013 - 2014.
- Košarkarski klub Union Olimpija-  Eslovenia - 1. A SKL : 2014 - 2015.
- CSA Steaua de Bucarest-  Rumania - Liga Națională : 2015 - 2016.
- SCM Universitatea Craiova-  Rumania - Liga Națională : 2016.
- KK Borac Čačak-  Serbia - Košarkaška liga Srbije : 2017 - 2019.

## Títulos

### Campeonatos Nacionales por equipo
- Copa de Serbia-Montenegro - (Reflex Belgrado) - 2004/05
- Liga del Adriático - (Reflex Belgrado) - 2005/06

### Campeonatos internacionales por equipo
- Campeón de la EuroCup 2010 con Power Electronics Valencia
- Eurocopa de la FIBA (1): 2007.

## Estadísticas durante su carrera
| Temporada  | Equipo          | Liga     | PJ | MPP | PPP  | RPP | APP | VPP |
| ---------- | --------------- | -------- | -- | --- | ---- | --- | --- | --- |
| 2006-07    | Akasvayu Girona | Liga ACB | 34 | 24  | 11,6 | 2,9 | 2,5 | 11  |
| 2006-07 PO | Akasvayu Girona | Liga ACB | 4  | 21  | 6,2  | 1,5 | 2   | 2,2 |

(Leyenda: PJ= Partidos jugaods; MPP= Minutos por partido; PPP= Puntos por partido; RPP= Rebotes por partido; APP= Asistencias por partido; VPP= Valoración por partido)